# Hanower
Hanower (niem. Hannover) – miasto w Niemczech, stolica kraju związkowego Dolna Saksonia (niem. Niedersachsen) oraz związku komunalnego Region Hanower. Leży nad rzeką Leine.
Siedziba Stowarzyszenia Krajowego (Landesverband) Technisches Hilfswerk obejmującego swym zasięgiem landy Dolna Saksonia oraz Brema.

## Historia

### Średniowiecze
Pierwsze wzmianki o osadzie targowej w miejscu dzisiejszego miasta pochodzą z 1022. W XII w. w mieście rezydował książę Henryk Lew z dynastii welfickiej. Prawa miejskie Hanower otrzymał od cesarza w 1241.
W XIV wieku miasto zostało okalane murem miejskim, w skład którego weszły 34 baszty obronne. Wiele z tych baszt zachowało się do dziś (np. Pferdeturm, Döhrener Turm, Lister Turm, Beginenturm). W tym samym wieku zbudowano także bramy miejskie (np. Steintor) i kilka gotyckich kościołów (Marktkirche, Kreuzkirche). W XIV w. był członkiem Hanzy.

### Państwo hanowerskie i unia z Wielką Brytanią
W czasach Reformacji, mieszczanie Hanoweru przychylali się do głoszonych przez ruch reformatorski haseł i w czasie zgromadzenia na miejskim rynku w czerwcu 1533 ogłosili swoje poparcie dla tez Marcina Lutra. Bardziej konserwatywna Rada miejska próbowała powstrzymać zmiany, lecz wola mieszczan okazała się silniejsza, co doprowadziło do ucieczki Rady do pobliskiego katolickiego miasta Hildesheim.
W 1636 swą siedzibę przeniósł do Hanoweru książę Calenbergu. Odtąd miasto było stolicą Elektoratu Hanoweru, nieistniejącego już państwa niemieckiego.

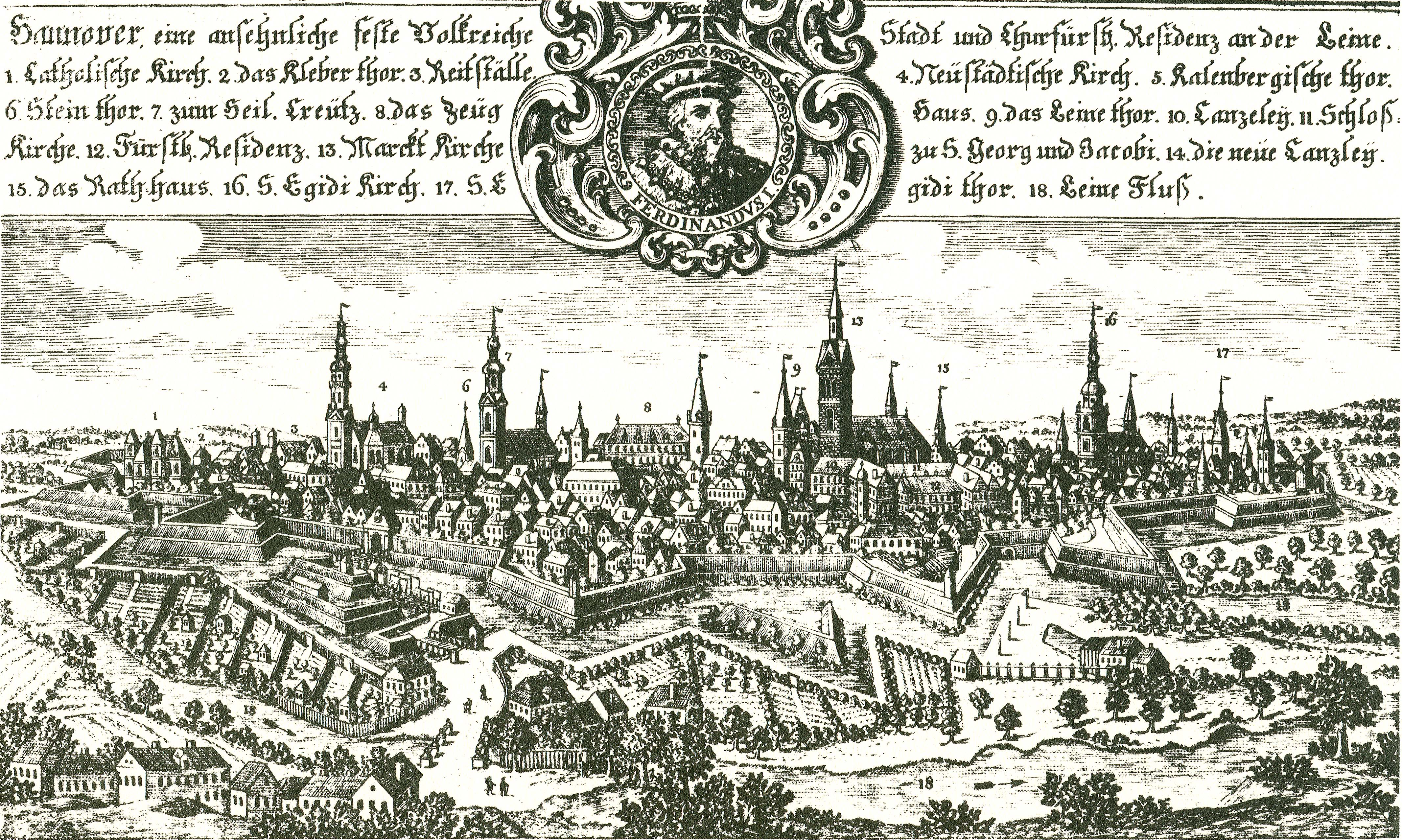
Hanower w XVIII wieku

Elektorat Hanoweru był od 1714 połączony unią personalną (Jerzy I Hanowerski, zm. 1727) z Wielką Brytanią. Bardzo zdolnym ministrem Jerzego I był Andreas Gottlieb von Bernstorff (1640–1726), który podobnie jak kompozytor Georg Friedrich Haendel (1685–1750) pojechał z królem do Londynu.
W 1734 król i jego minister Gerlach Adolph von Münchhausen założyli uniwersytet w Getyndze (tak zwana: Georgiana). Szybko przybyli na niego cenieni wykładowcy, tacy jak Samuel Christian Hollmann.
W latach 1725–1767 burmistrzem miasta był Christian Ulrich Grupen (1692–1767). Grupen był najsłynniejszym i prawdopodobnie najzdolniejszym burmistrzem w historii miasta. Był człowiekiem wykształconym, budował kościoły, odnawiał budynki użyteczności publicznej. Patronował badaniom naukowym i historycznym.
Od 1814 Hanower był stolicą nowo utworzonego Królestwa Hanoweru. W 1837 wygasła unia Wielkiej Brytanii i Hanoweru. W 1866 miasto Hanower zostało wraz z całym państwem wcielone do Prus po ataku pruskich wojsk. Odtąd do 1946 roku Hanower był stolicą Prowincji Hanower.

### W granicach zjednoczonych Niemiec
W 1871 prowincja i miasto znalazły się wraz z Królestwem Prus w granicach zjednoczonych Niemiec. W 1900 Hanower był 10. największym miastem Niemiec.
W czasie II wojny światowej pierwszy aliancki samolot znalazł się nad Hanowerem już 4 września 1939, jednak wówczas doszło jedynie do zrzutu ulotek propagandowych. 1 sierpnia 1940 doszło do rzeczywistego bombardowania centrum miasta. Najbardziej nasilony okres bombardowań miał miejsce 9 października 1943 w tzw. Czarny Dzień, kiedy to w wyniku nalotów zginęło ponad 1000 osób. Ostatecznie, na koniec wojny, Hanower był silnie zniszczony wskutek bombardowań z centrum w 90% leżącym w gruzach.
W 1945 znalazł się w brytyjskiej strefie okupacyjnej Niemiec. 23 sierpnia 1946 został stolicą nowo utworzonego kraju Hanower, który istniał 92 dni. Z połączenia Hanoweru oraz wolnych krajów Brunszwiku, Oldenburga i Schaumburg-Lippe jeszcze w 1946 utworzono kraj związkowy Dolna Saksonia, w którym Hanower pełni funkcję stołeczną. W 2014 Hanower był trzynastym pod względem wielkości miastem Niemiec. W mieście zamieszkują liczne grupy obcokrajowców, najliczniejsze stanowią przybysze z Turcji, Polski i Grecji.

## Podział administracyjny
Miasto dzieli się na trzynaście dzielnic (Stadtbezirk): Ahlem-Badenstedt-Davenstedt, Bothfeld-Vahrenheide, Buchholz-Kleefeld, Döhren-Wülfel, Herrenhausen-Stöcken, Kirchrode-Bemerode-Wülferode, Linden-Limmer, Misburg-Anderten, Mitte, Nord, Ricklingen, Südstadt-Bult oraz Vahrenwald-List. Dzielnice te dzielą się na 51 części miasta (Stadtteil).

## Zabytki i atrakcje turystyczne
- Stary ratusz, w stylu gotyckim, odrestaurowany, naprzeciw hali targowej;
- Nowy ratusz w stylu późnego historyzmu, otwarty w 1913, z kopułą o wysokości niemal 100 metrów, z której rozpościera się piękny widok na miasto. Dostęp do szczytu kopuły zapewnia krzywa winda (poruszająca się najpierw pionowo w górę, a później pod kątem 17 stopni);
- Marktkirche, w stylu gotyckim, obecna budowla z około 1320, z 98-metrową wieżą;
- Ogrody Królewskie (Königliche Gärten Herrenhausen) o powierzchni 136 ha, z ekspozycją dot. historii ogrodów w Pałacu Herrenhausen[5].

## Gospodarka

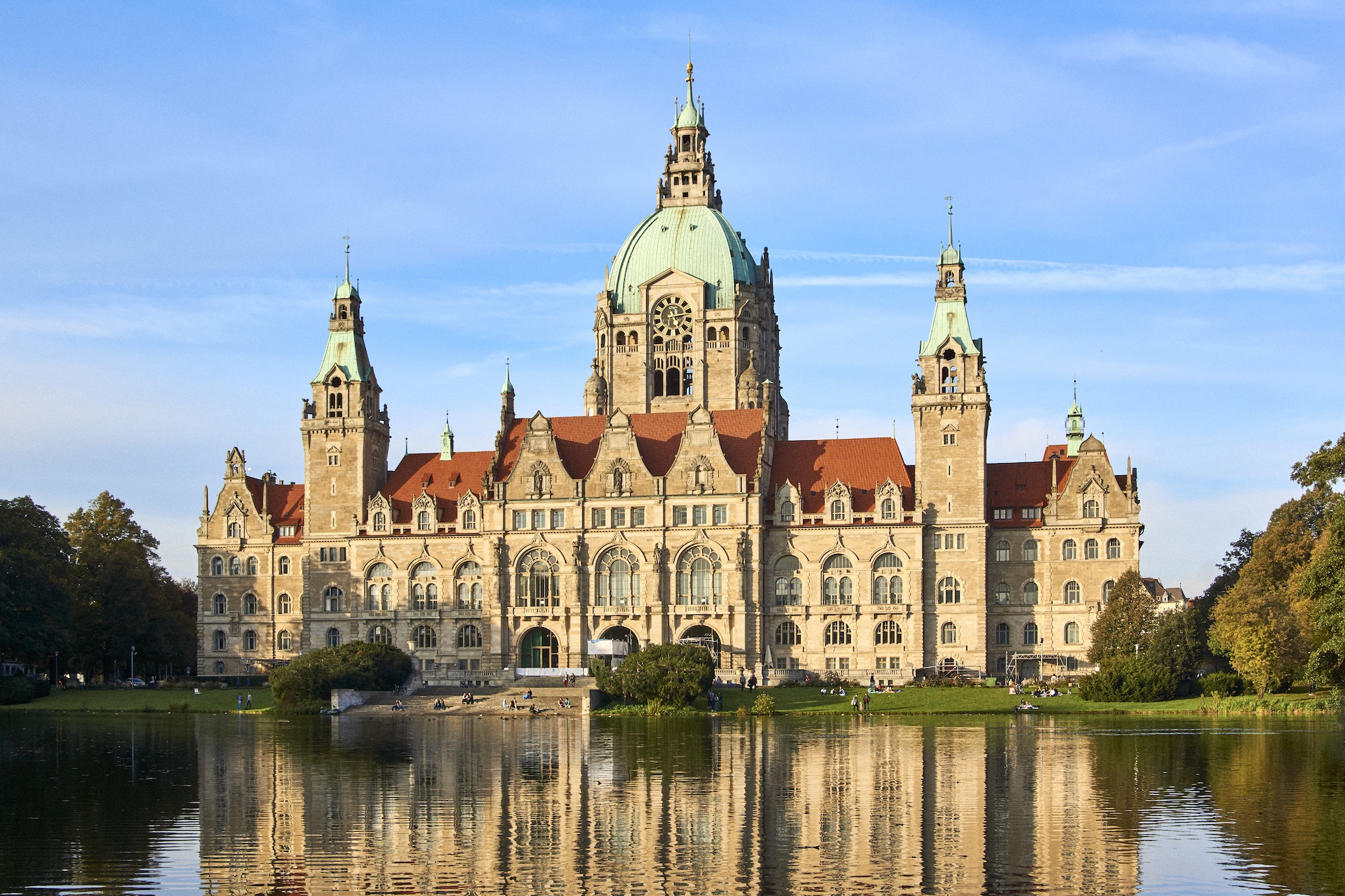
Ratusz

Rozwinięty jest przemysł środków transportu (samochody, lokomotywy, wagony), elektrotechniczny (zakłady Telefunken), chemiczny, włókienniczy, gumowy (Continental AG) i spożywczy (czekolada) oraz usługi finansowe (HDI, VHV, Hannover Rück, Mecklenburgische).
W mieście odbywają się międzynarodowe targi przemysłowe, np. Targi Hanowerskie (Hannover Messe). Od 1986 do 2018 co roku odbywały się tu największe targi IT na świecie zwane CeBIT. W 2000 Hanower był gospodarzem Światowej Wystawy Expo 2000.

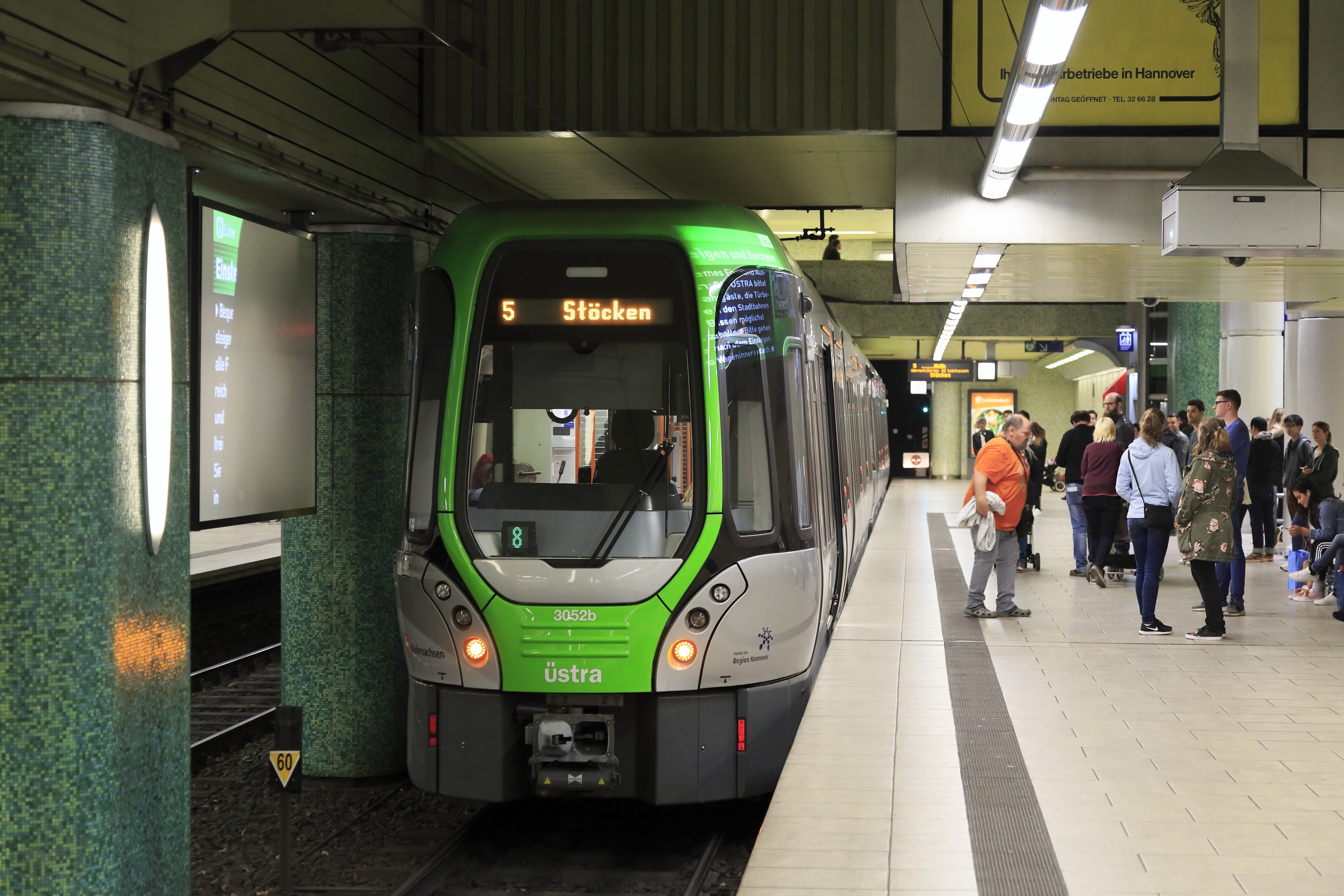
Stacja kolei miejskiej Kröpcke

## Transport

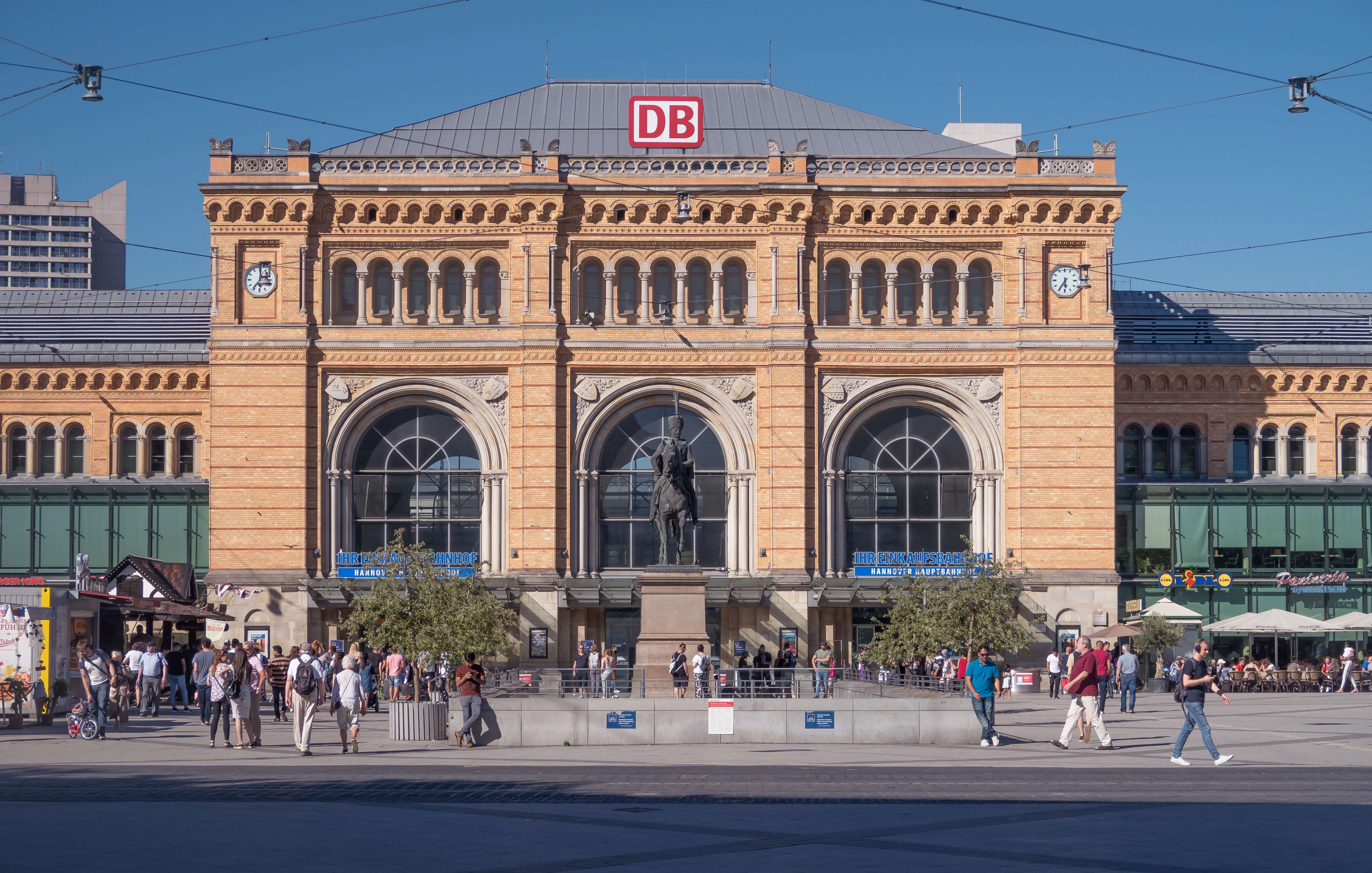
Dworzec Hannover Hauptbahnhof

Na północ od miasta znajduje się port lotniczy Hanower (HAJ).
W mieście funkcjonuje system kolei miejskiej – Stadtbahn Hannover.
Stacje kolejowe: Hannover Hauptbahnhof, Hannover-Nordstadt, Hannover Bismarckstraße, Hannover Messe/Laatzen, Hannover-Kleefeld, Hannover Karl-Wiechert-Allee, Hannover Anderten-Misburg.

## Kultura
W mieście działają:
- Knabenchor Hannover
- opera „Opernhaus Hannover”
- teatr „Schauspielhaus Hannover(inne języki)”

## Sport
- Hannover Scorpions – klub hokejowy
- Hannover 96 – klub piłkarski
  - HDI-Arena – stadion piłkarski
- TSV Hannover-Burgdorf – klub piłki ręcznej mężczyzn

## Urodzeni w Hanowerze

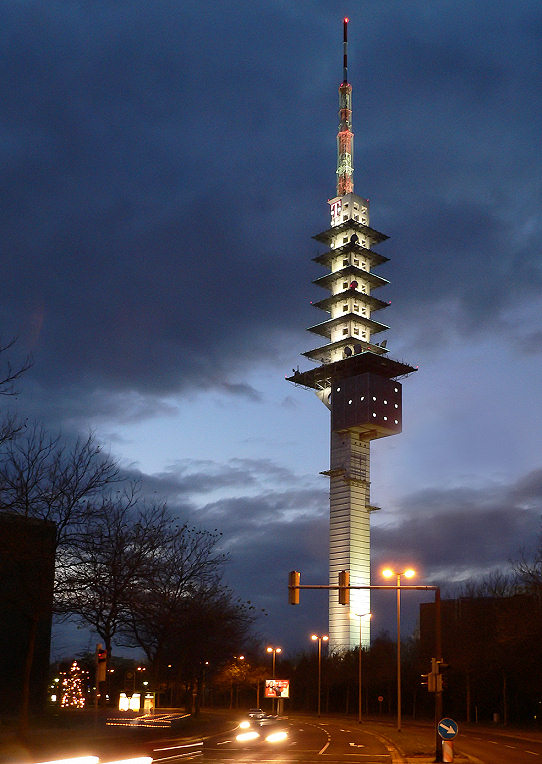
Telemax

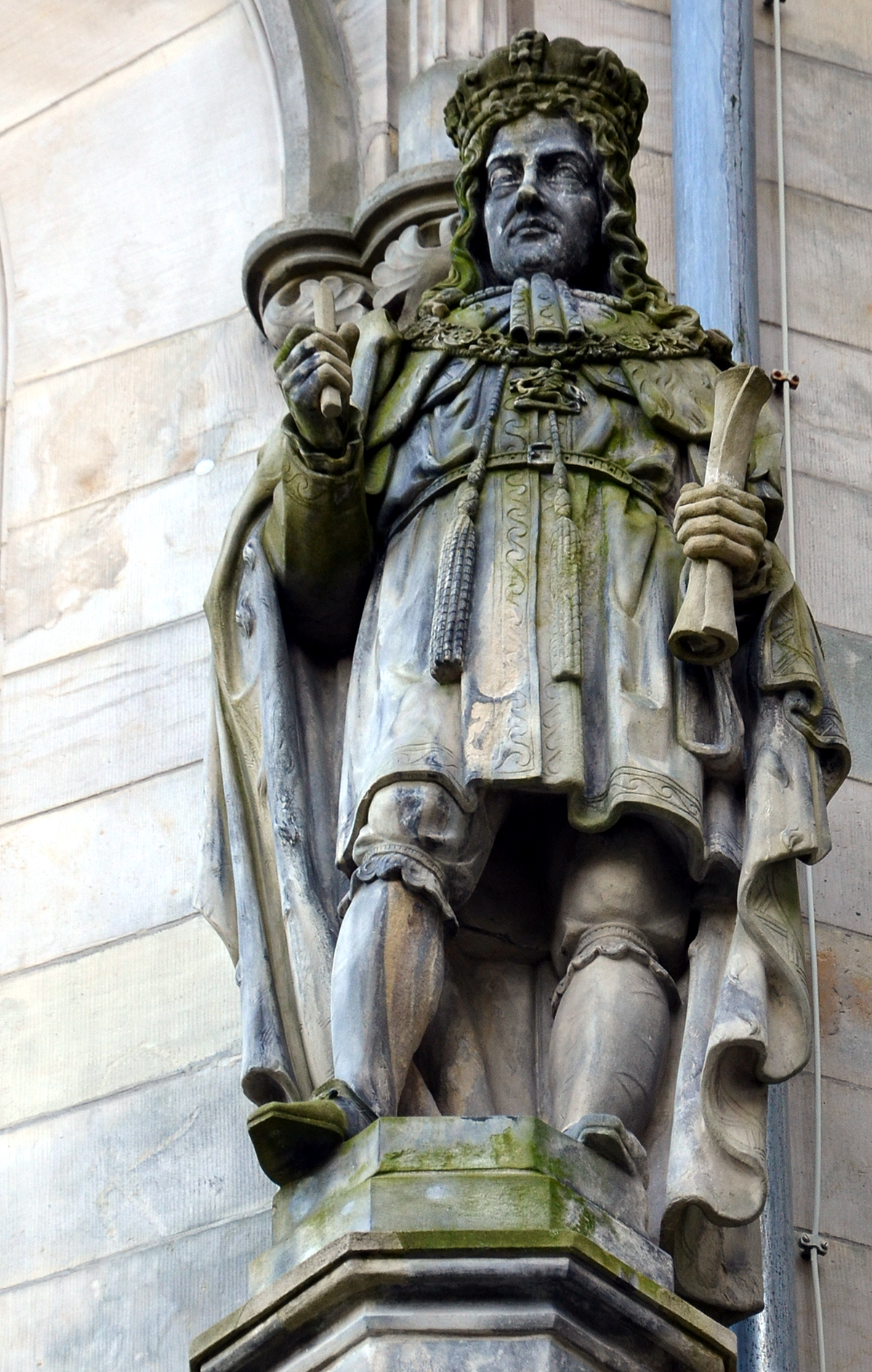
Posąg króla Jerzego I na zamku Welfenschloss

- 1660, Jerzy I Hanowerski – król Wielkiej Brytanii, elektor Hanoweru
- 1673, Wilhelmina Amalia Brunszwicka – królowa Węgier, królowa Czech, cesarzowa Świętego Cesarstwa Rzymskiego
- 1679, Johann Georg von Flemming – saski generał i urzędnik
- 1707, Fryderyk Ludwik Hanowerski – książę Walii
- 1711, Amelia Hanowerska – księżniczka brytyjska i hanowerska
- 1712, Johann Hartwig Ernst von Bernstorff – duński polityk
- 1713, Karolina Elżbieta Hanowerska – księżniczka brytyjska
- 1750, Caroline Herschel – brytyjska astronom
- 1767, August Wilhelm Schlegel – niemiecki pisarz, językoznawca, filolog, tłumacz i uczony
- 1822, Augusta Hanowerska – wielka księżna Meklemburgii-Strelitz, księżniczka brytyjska i hanowerska
- 1841, Theodore Schwan – amerykański generał
- 1852, Ferdinand Lindemann – niemiecki matematyk
- 1859, Joseph Lindley – brytyjski inżynier
- 1865, Emil Knoevenagel – niemiecki chemik organik
- 1879, Fritz Haarmann – niemiecki seryjny zabójca
- 1903, Harold Byrns – amerykański i niemiecki dyrygent
- 1906, Hannah Arendt – żydowska teoretyczka polityki, myślicielka i pisarka
- 1911, Stefan Zielewicz – porucznik Armii Krajowej, powstaniec warszawski
- 1917, Jędrzej Augustyński - harcmistrz Hufców Polskich, powstaniec warszawski
- 1945, Jerzy Kopaczewski – polski lekarz kardiolog i polityk
- 1945, Bárbara Dührkop Dührkop – hiszpańska nauczycielka i polityk
- 1946, Dirk Rossmann – Niemiecki przedsiębiorca i założyciel drogerii Rossmann.
- 1946, Andrzej Woyciechowski – polski dziennikarz
- 1948, Pam Ferris – brytyjska aktorka
- 1948, Klaus Meine – wokalista zespołu Scorpions
- 1955, Matthias Jabs – gitarzysta zespołu Scorpions
- 1966, Erdoğan Atalay – niemiecki aktor
- 1972, Mark Morrison – brytyjski wokalista
- 1984, Per Mertesacker – niemiecki piłkarz
- 1991, Lena Meyer-Landrut – laureatka konkursu Eurowizji 2010

## Znane osoby
- Gerhard Schröder – 1998–2005 kanclerz Republiki Federalnej Niemiec
- Christian Wulff – 2010 do 17 lutego 2012 prezydent Republiki Federalnej Niemiec

## Miasta współpracujące[7]
- Dżakarta, Indonezja od 1968
- Bristol, Anglia od 1947
- Hiroszima, Japonia od 1983
- Lipsk, Saksonia od 1987
- Perpignan, Francja od 1960
- Poznań, Polska od 1979
- Rouen, Francja od 1966

## Galeria

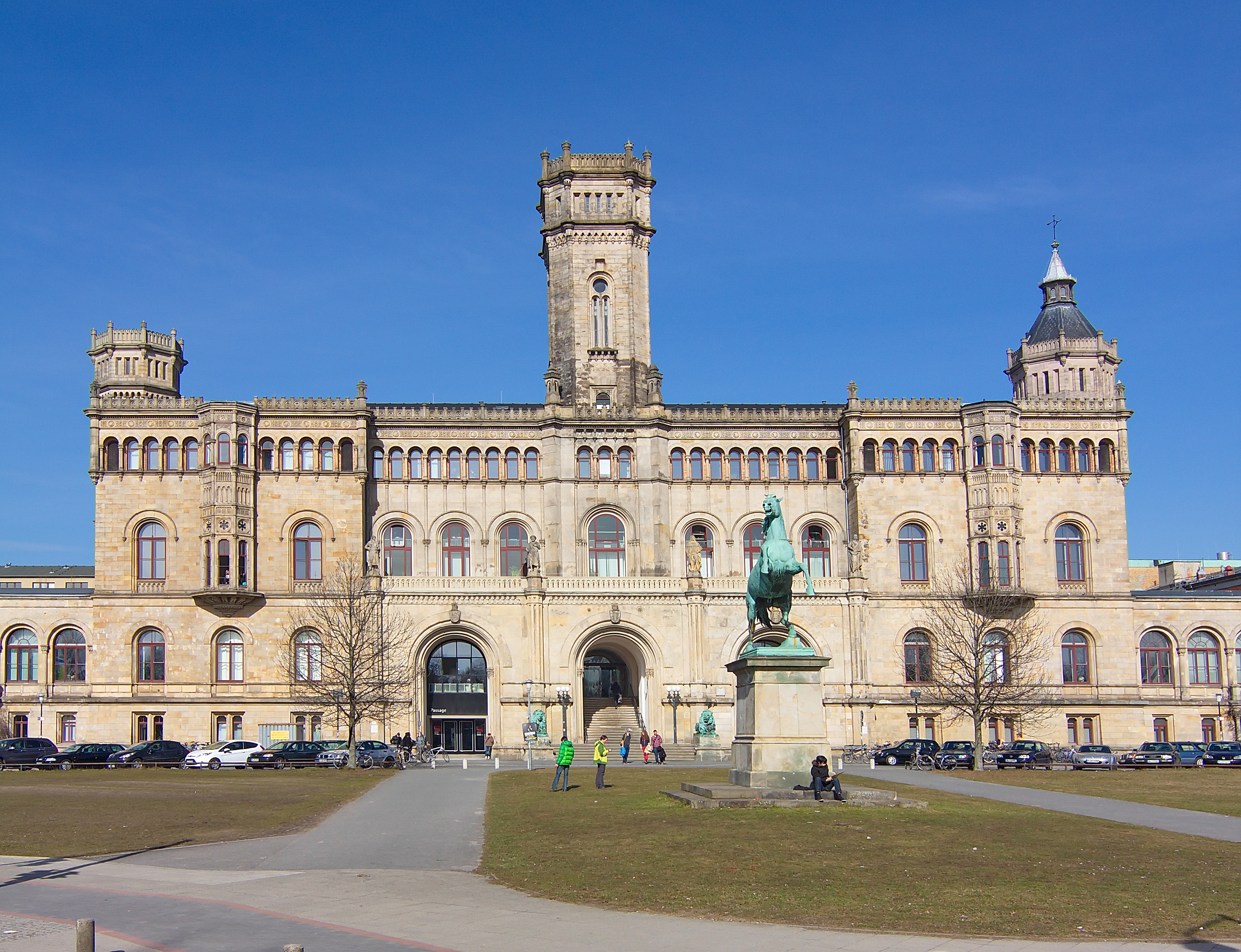
Uniwersytet Leibniza w Hanowerze
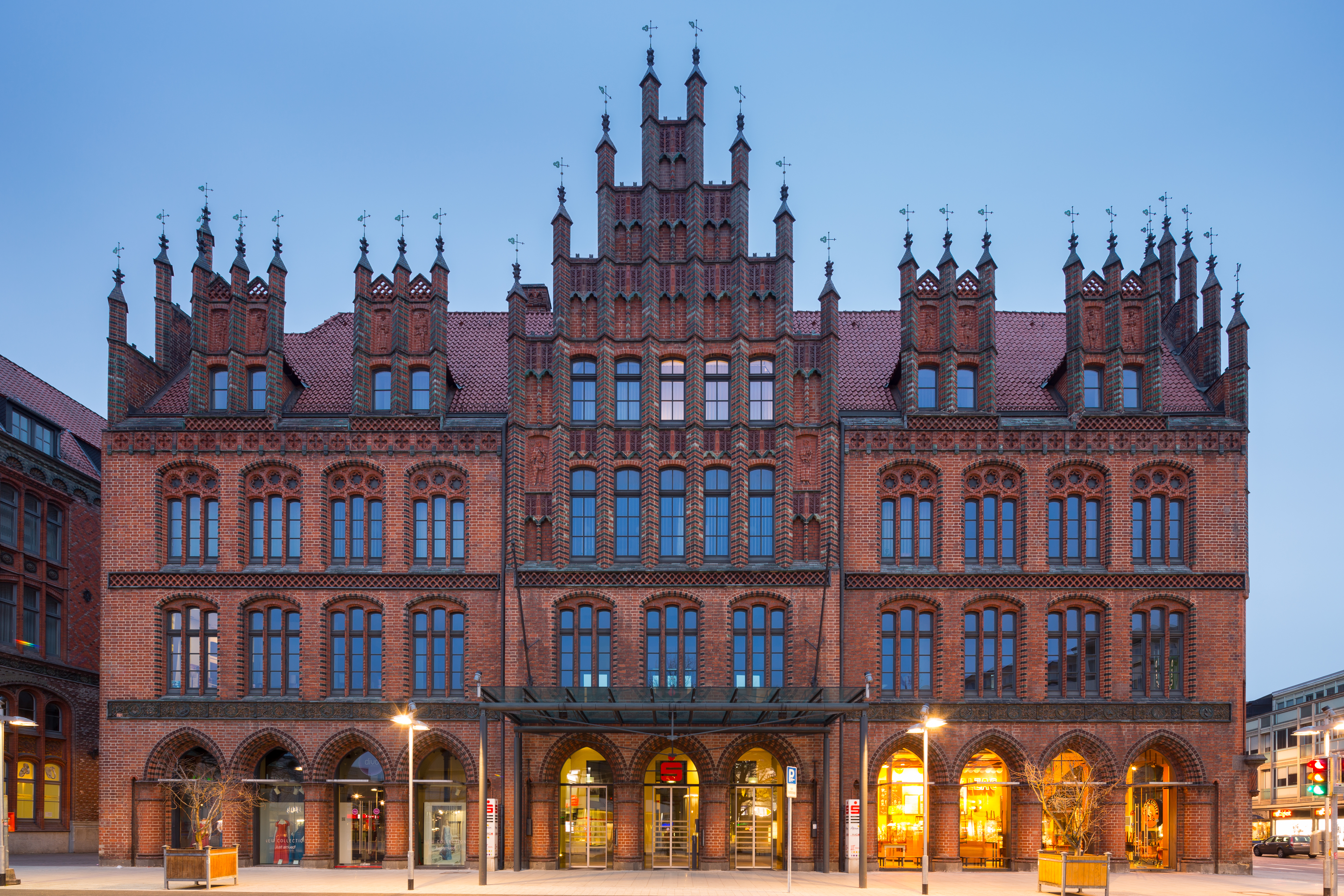
Dawny ratusz
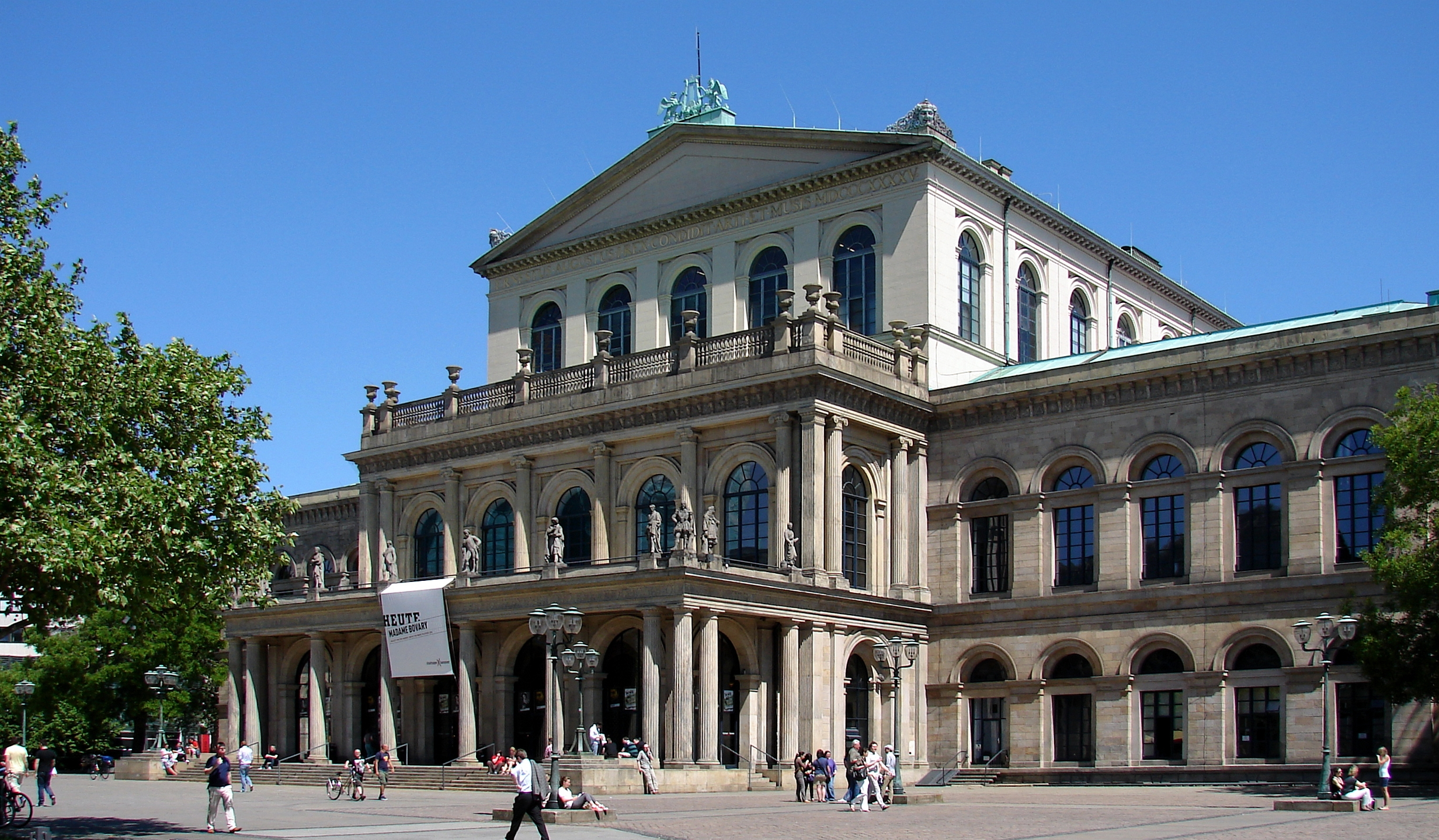
Opera
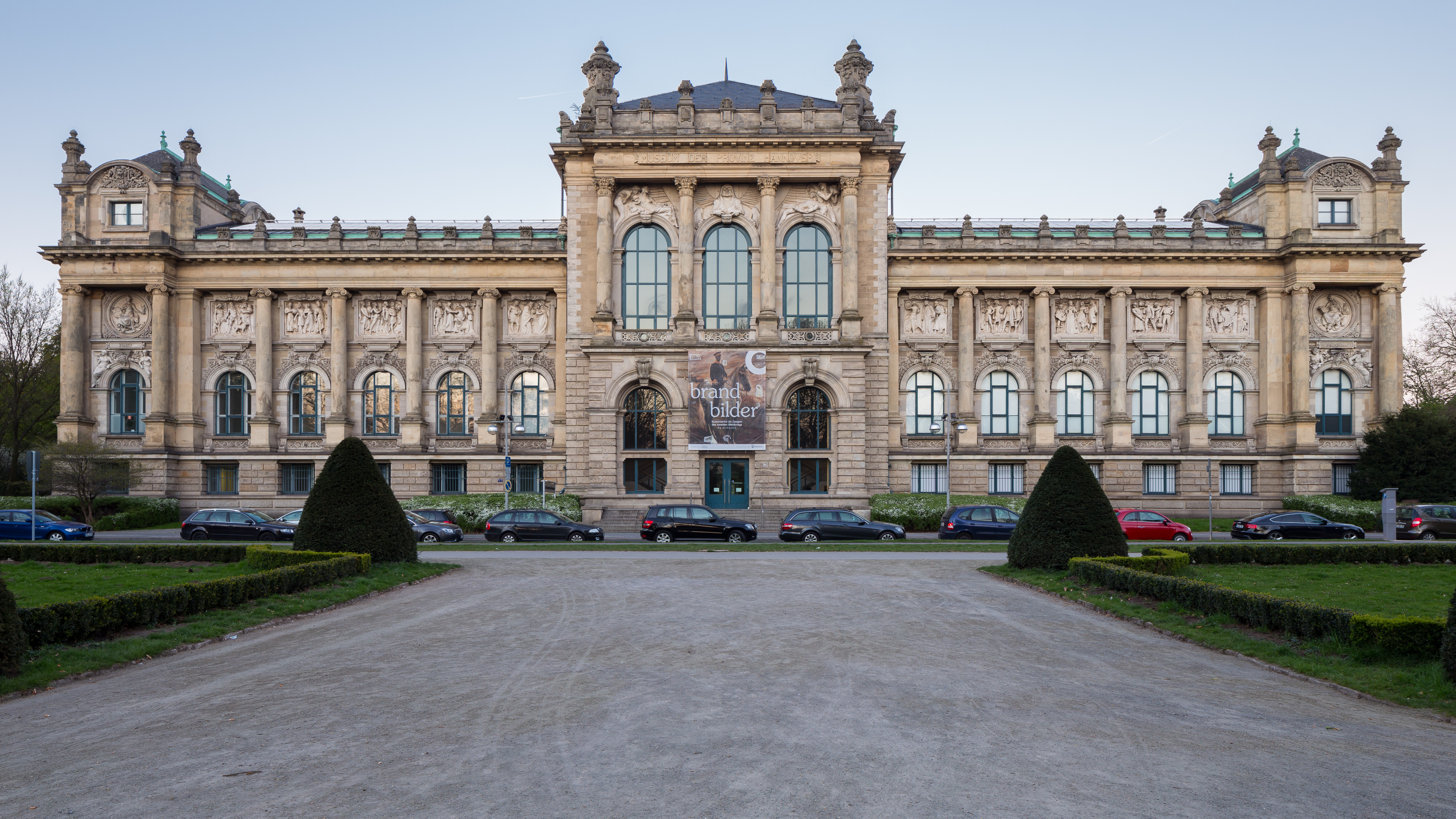
Muzeum Krajowe Dolnej Saksonii
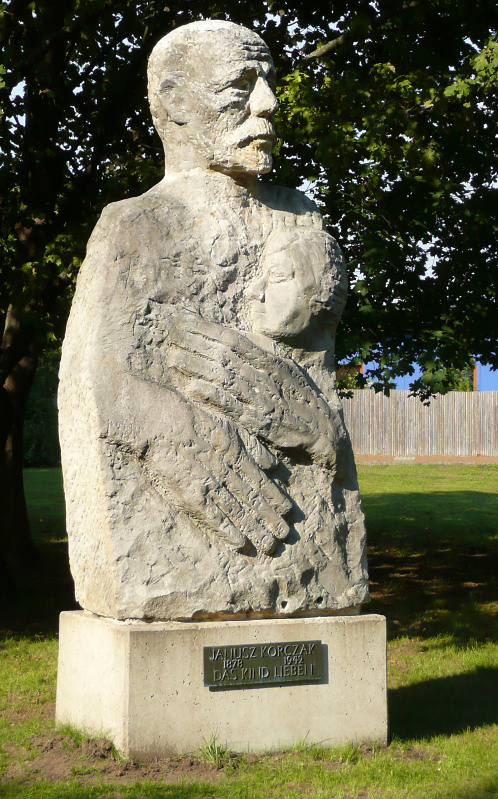
Pomnik Janusza Korczaka
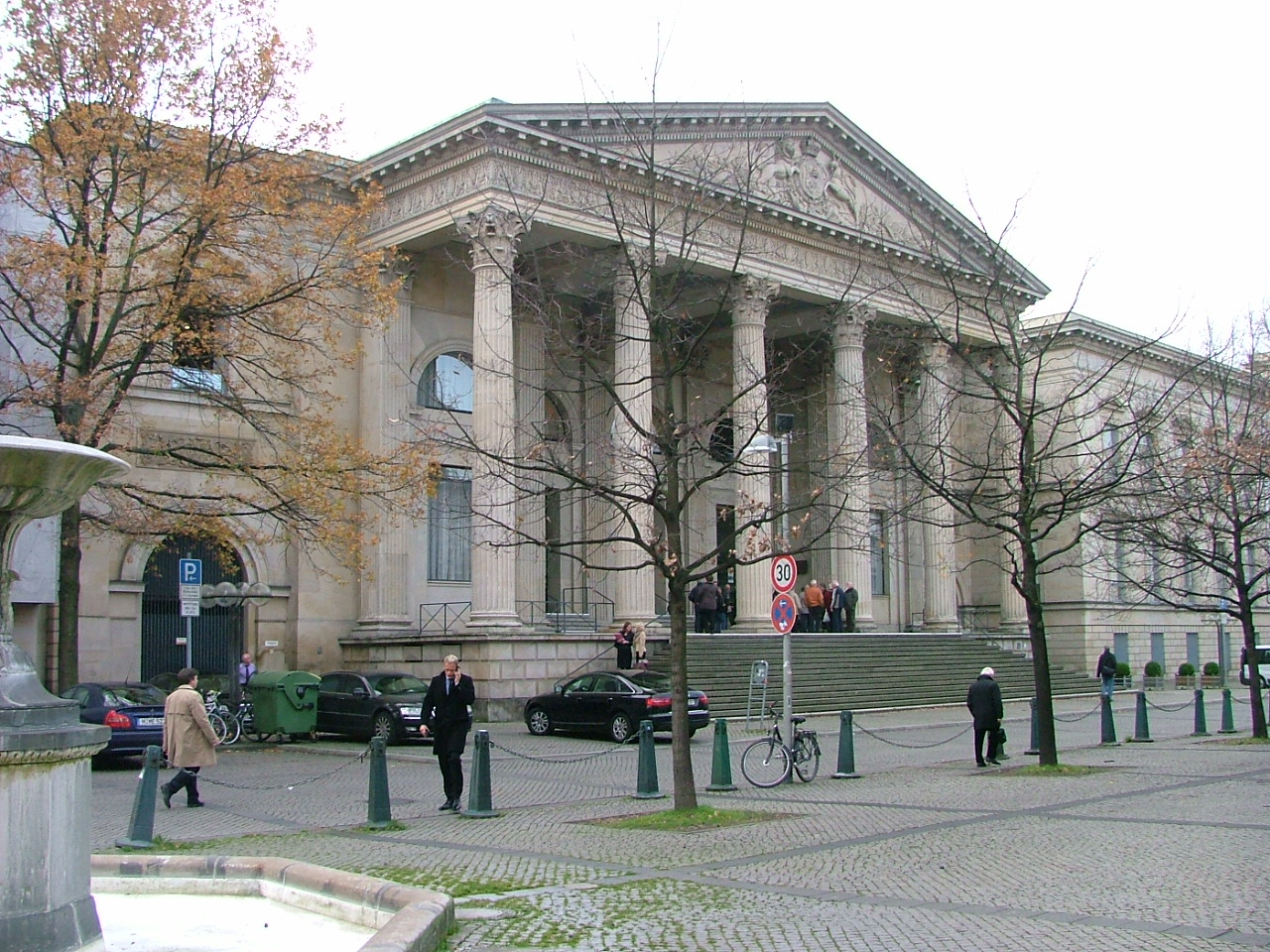
Landtag Dolnej Saksonii
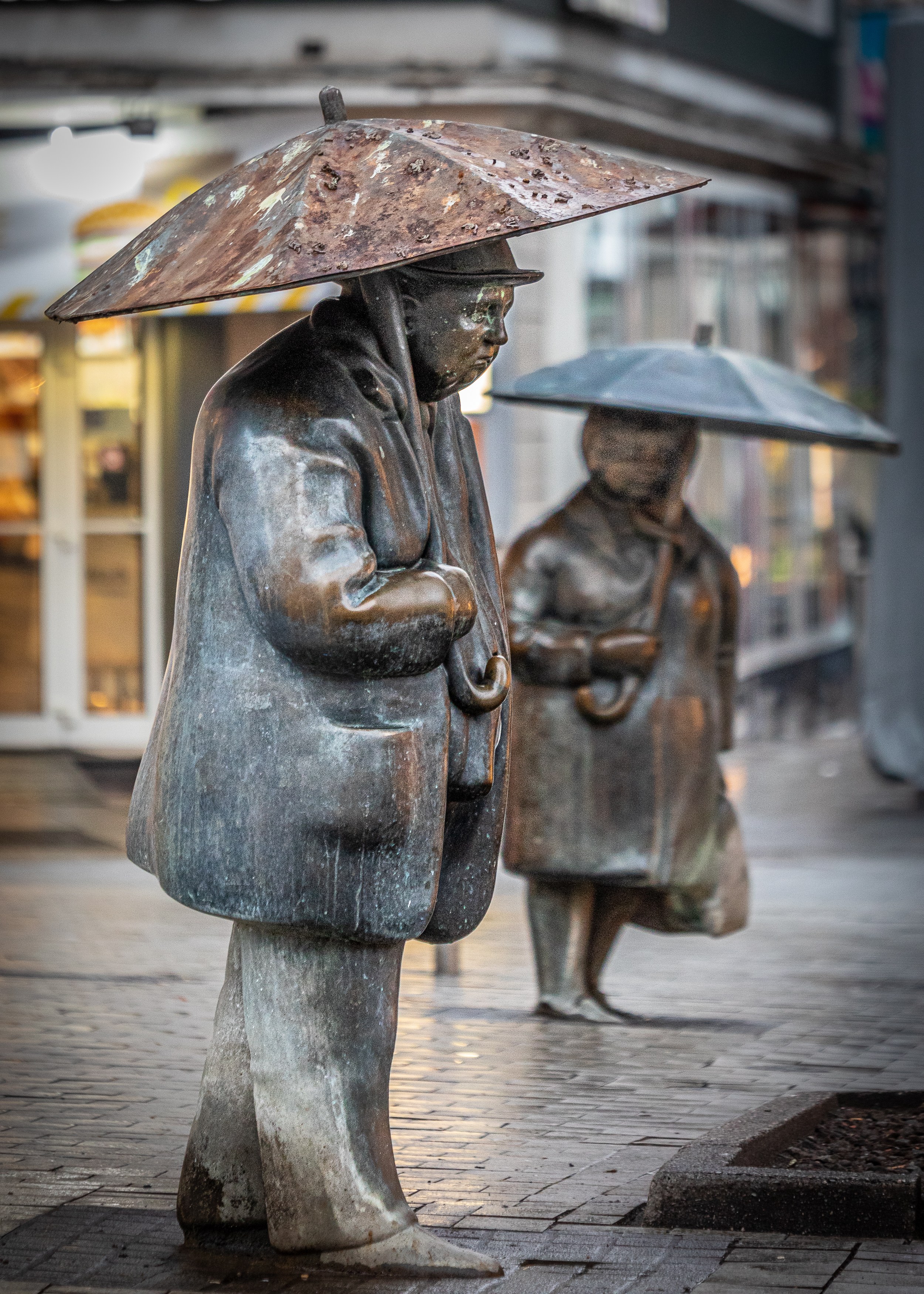
Rzeźby Ulrike Enders